# Liste der Nürnberger U-Bahnhöfe

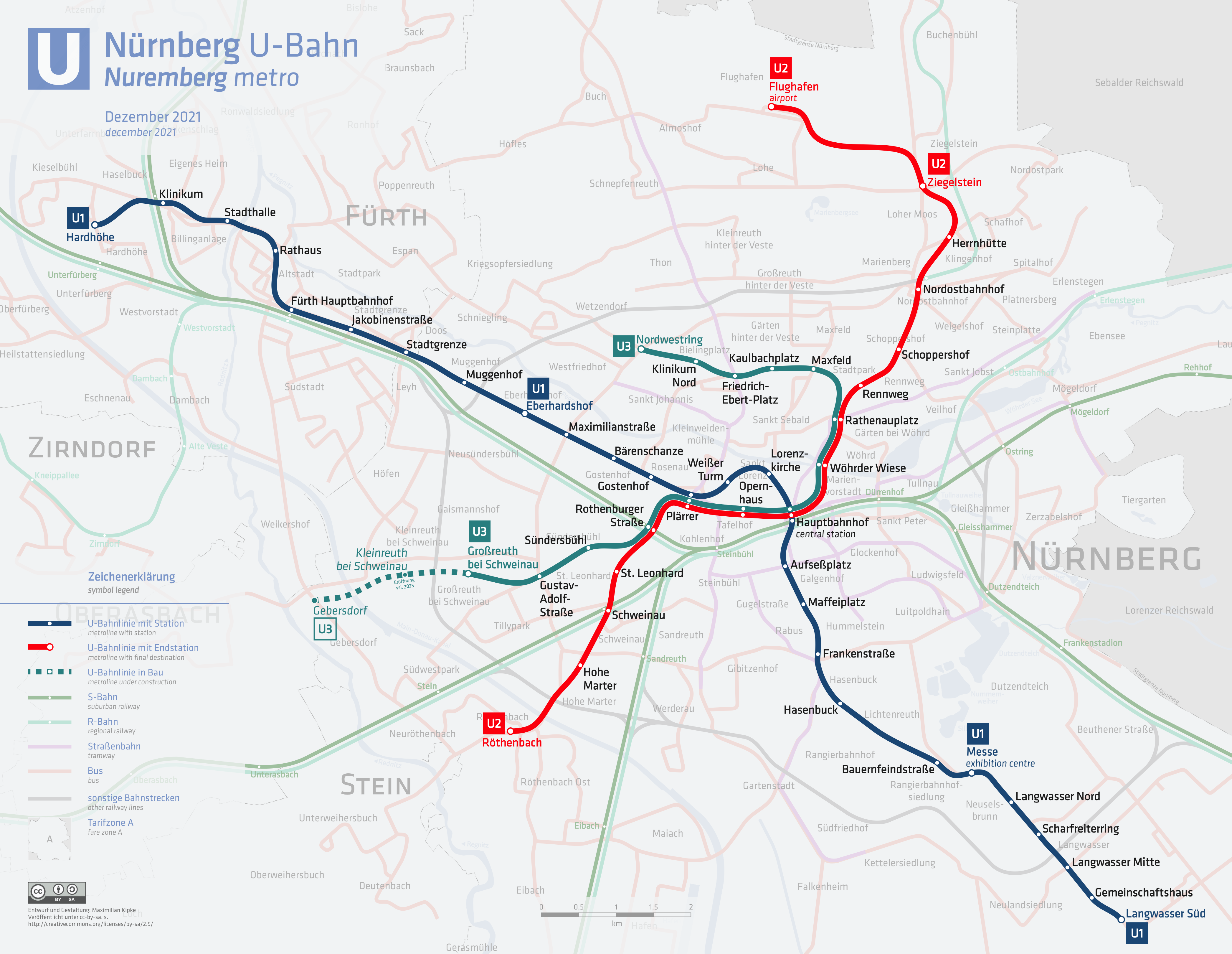
Liniennetz in topographischer Übersicht

Die Liste der Nürnberger U-Bahnhöfe ist eine Auflistung aller bestehenden, in Bau befindlichen und offiziell geplanten U-Bahnhöfe des Nürnberger U-Bahn-Systems.
Von den zehn Nürnberger Statistischen Stadtteilen sind bis auf die Östliche Außenstadt alle an das insgesamt 38,2 Kilometer lange Netz angeschlossen, hinzu kommt die westlich von Nürnberg angrenzende Nachbarstadt Fürth. Weitere Optionen zu Erweiterungen gibt es in den Landkreis Fürth nach Stein, Oberasbach und Zirndorf im Südwesten von Nürnberg. Das System verfügt derzeit über 49 Stationen (Hauptbahnhof und Plärrer einfach gezählt). Sie verteilen sich wie folgt auf die drei Linien (Umsteige- und gemeinsam genutzte Stationen werden für jede Linie separat gezählt):
| Linie | Anzahl der Stationen | Länge   | durchschnittl. Abstand | Eröffnung     | jüngste Erweiterung |
| ----- | -------------------- | ------- | ---------------------- | ------------- | ------------------- |
| U1    | 27                   | 18,5 km | 711 m                  | 1. März 1972  | 8. Dez. 2007        |
| U2    | 16                   | 13,2 km | 880 m                  | 28. Jan. 1984 | 27. Nov. 1999       |
| U3    | 14                   | 09,2 km | 708 m                  | 14. Juni 2008 | 15. Okt. 2020       |

Die Liste ist folgendermaßen aufgebaut:
- Name (Kürzel): Name des U-Bahnhofs und VAG-internes Kürzel
- Linie: U-Bahn-Linie, die den U-Bahnhof bedient; halten mehrere Linien an einem Bahnsteig, werden diese zusammengefasst
- Eröffnung: erstmalige Eröffnung des U-Bahnhofs für den öffentlichen Personenverkehr
- Lage: Lage des U-Bahnhofs (Tunnellage, Dammlage, Viadukt, Einschnitt oder Plan)
- Stadtteil: Nürnberger bzw. Fürther Stadtteil, in dem sich der U-Bahnhof befindet
- Fernverkehr: Umsteigemöglichkeit zum Fernverkehr
- Regionalverkehr: Umsteigemöglichkeit zu Regional-Express und Regionalbahn
- S-Bahn: Umsteigemöglichkeit zur S-Bahn Nürnberg
- Straßenbahn: Umsteigemöglichkeit zur Nürnberger Straßenbahn
- Bus: Umsteigemöglichkeit zu den Stadtbussystemen in Nürnberg oder Fürth
- Leihfahrräder: Station des Nürnberger Fahrradverleihsystems VAG Rad
- Fahrgäste: durchschnittliche Fahrgastzahlen an den Werktagen im Jahr 2019[1]
- Anmerkungen: Anmerkungen zum U-Bahnhof über eventuelle Stilllegungen, anliegende Werkstätten, Umbenennungen o. ä.
- Sehenswürdigkeiten: Sehenswürdigkeiten und Bauwerke in einem Umkreis von 500 Metern
- Bild: Bild des U-Bahnhofs, in der Regel des Bahnsteigs

Grau unterlegte U-Bahnhöfe werden zurzeit nicht bedient, sind also geplante, im Bau befindliche, ehemalige, oder derzeit außer Betrieb genommene Stationen.

## Übersicht
| Name (Kürzel)                 | Linie    | Eröffnung     | Lage       | Stadtteil                |  | Regionalverkehr | S-Bahn                      | Straßenbahn                                                                         | Bus | VAG_Rad  | Fahrgäste (Mo–Fr; 2019) | Anmerkungen                                                                                       | Sehenswürdigkeiten / Bauwerke | Bild                    |
| ----------------------------- | -------- | ------------- | ---------- | ------------------------ |  | --- | --------------------------- | ----------------------------------------------------------------------------------- | --- | -------- | ----------------------- | ------------------------------------------------------------------------------------------------- | --- | ----------------------- |
| Aufseßplatz (AP)              | U1       | 23. Sep. 1975 | Tunnel     | Galgenhof                |  | |                             | Straßenbahnlinie 5 · Straßenbahnlinie 6 · Straßenbahnlinie 10 · Straßenbahnlinie 11 | | Flexzone | 27.700                  | Wendeanlage, vorbereiteter Kreuzungsbahnhof                                                       | | Aufseßplatz             |
| Bauernfeindstraße (BA)        | U1       | 1. März 1972  | Einschnitt | Rangierbahnhof-Siedlung  |  | |                             |                                                                                     | Buslinie 92 · Buslinie 93 · Buslinie 603 | Flexzone | 5.400                   |                                                                                                   | Rangierbahnhof-Siedlung, Parkwohnanlage Zollhaus, Silbersee, Volkspark Dutzendteich, Bahnhof Nürnberg-Zollhaus                                                              | Bauernfeindstraße       |
| Bärenschanze (BS)             | U1       | 20. Sep. 1980 | Tunnel     | Gostenhof                |  | |                             |                                                                                     | | Flexzone | 14.000                  |                                                                                                   | Amtsgericht Nürnberg, Dürer-Gymnasium, Landgericht Nürnberg-Fürth, Ludwigsbahn-Denkmal, Oberlandesgericht Nürnberg                                                          | Bärenschanze            |
| Eberhardshof (EB)             | U1       | 20. Juni 1981 | Plan       | Eberhardshof             |  | |                             |                                                                                     | | VAG_Rad  | 16.100                  | Wendeanlage, Endbahnhof                                                                           | | Eberhardshof            |
| Flughafen (FL)                | U2       | 27. Nov. 1999 | Tunnel     | Flughafen                |  | |                             |                                                                                     | Buslinie 30 · Buslinie 33 |          | 7.200                   | Endbahnhof                                                                                        | Flughafen Nürnberg | Flughafen               |
| Frankenstraße (FR)            | U1       | 18. Juni 1974 | Tunnel     | Hummelstein              |  | |                             | Straßenbahnlinie 5                                                                  | Buslinie 45 · Buslinie 51 · Buslinie 58 · Buslinie 65 · Buslinie 67 · Buslinie 89 · Buslinie 97                                                                                              | Flexzone | 21.900                  | Frankenstraße/Südring (1974–1980)                                                                 | Z-Bau (Haus für Gegenwartskultur) | Frankenstraße           |
| Friedrich-Ebert-Platz (FE)    | U3       | 10. Dez. 2011 | Tunnel     | St. Johannis             |  | |                             | Straßenbahnlinie 4 · Straßenbahnlinie 10                                            | Buslinie 34 | Flexzone | 13.200                  | vorbereiteter Kreuzungsbahnhof                                                                    | Archivpark, Platnersanlage, Staatsarchiv | Friedrich-Ebert-Platz   |
| Fürth Hauptbahnhof (FH)       | U1       | 7. Dez. 1985  | Tunnel     | Altstadt                 |  | RE10 · RE19 · RE20 · RE42 · RE49 · RB11 · RB12 | S1 · S6                     |                                                                                     | Buslinie 33 · Buslinie 37 · Buslinie 39 · Buslinie 67 · Buslinie 112 · Buslinie 126 · Buslinie 172 · Buslinie 173 · Buslinie 174 · Buslinie 177 · Buslinie 178 · Buslinie 179 · Buslinie 189 | Flexzone | 35.300                  | Wendeanlage                                                                                       | Comödie Fürth, Fürther Freiheit, Hauptbahnhof Fürth, Stadtpark Fürth | Fürth Hauptbahnhof      |
| Gebersdorf (GD)               | U3       | 2027          | Tunnel     | Gebersdorf               |  | |                             |                                                                                     | |          |                         | im Bau                                                                                            | |                         |
| Gemeinschaftshaus (GE)        | U1       | 1. März 1972  | Tunnel     | Langwasser               |  | |                             |                                                                                     | | Flexzone | 8.600                   | Langwasser-Gemeinschaftshaus (ursprünglicher Name)                                                | Gemeinschaftshaus Langwasser | Gemeinschaftshaus       |
| Gostenhof (GO)                | U1       | 20. Sep. 1980 | Tunnel     | Gostenhof                |  | |                             |                                                                                     | Buslinie 34 | Flexzone | 14.700                  | Wendeanlage                                                                                       | Arbeitsgericht Nürnberg, DATEV, Evangelische Fachhochschule Nürnberg, Landesarbeitsgericht Nürnberg, Versorgungsamt                                                         | Gostenhof               |
| Großreuth bei Schweinau (GR)  | U3       | 15. Okt. 2020 | Tunnel     | Großreuth bei Schweinau  |  | |                             |                                                                                     | |          |                         | Endbahnhof                                                                                        | Johann-Pachelbel-Realschule | Großreuth bei Schweinau |
| Gustav-Adolf-Straße (GA)      | U3       | 14. Juni 2008 | Tunnel     | Sündersbühl              |  | |                             |                                                                                     | Buslinie 35 · Buslinie 68 · Buslinie 69 · Buslinie 70 · Buslinie 71 · Buslinie 72 · Buslinie 73 · Buslinie 97                                                                                | Flexzone | 12.100                  |                                                                                                   | Hauptsitz der Landesgewerbeanstalt Bayern, Tillypark, KIA Metropol Arena | Gustav-Adolf-Straße     |
| Hardhöhe (HF)                 | U1       | 8. Dez. 2007  | Tunnel     | Hardhöhe                 |  | |                             |                                                                                     | Buslinie 171 · Buslinie 176 | Flexzone | 10.500                  | Endbahnhof                                                                                        | | Hardhöhe                |
| Hasenbuck (HA)                | U1       | 18. Juni 1974 | Tunnel     | Gibitzenhof              |  | |                             |                                                                                     | |          | 4.100                   | Wendeanlage                                                                                       | AW Nürnberg, Rangierbahnhof Nürnberg | Hasenbuck               |
| Hauptbahnhof (HB)             | U1 U2 U3 | 28. Jan. 1978 | Tunnel     | Tafelhof                 |  | RE1 · RE7 · RE10 · RE14 · RE16 · RE17 · RE19 · RE20 · RE30 · RE31 · RE32 · RE33 · RE40 · RE41 · RE42 · RE43 · RE49 · RE50 · RE60 · RE90 · RB12 · RB16 · RB30 · RB31 | S1 · S2 · S3 · S4 · S5 · S6 | Straßenbahnlinie 5 · Straßenbahnlinie 7 · Straßenbahnlinie 8 · Straßenbahnlinie 11  | Buslinie 43 · Buslinie 44 · Buslinie 340 | Flexzone | 137.000                 | Kreuzungsbahnhof, Wendeanlage                                                                     | adcom-center, Grand Hotel, Handwerkerhof, Hauptbahnhof Nürnberg, Klarakirche, K4, Landeszentralbank, Marthakirche, Neues Museum, Stadtbefestigung, Zentraler Omnibusbahnhof | Hauptbahnhof (U2)       |
| Herrnhütte (HH)               | U2       | 27. Jan. 1996 | Tunnel     | Herrnhütte               |  | |                             |                                                                                     | Buslinie 30 · Buslinie 31 · Buslinie 32 · Buslinie 212 | VAG_Rad  | 11.600                  | Bayreuther Straße (ursprünglich geplanter Name)                                                   | | Herrnhütte              |
| Hohe Marter (HM)              | U2       | 27. Sep. 1986 | Tunnel     | Schweinau                |  | |                             |                                                                                     | Buslinie 35 · Buslinie 65 · Buslinie 97 |          | 8.800                   |                                                                                                   | Fernsehturm, Garnisonmuseum | Hohe Marter             |
| Jakobinenstraße (JA)          | U1       | 20. März 1982 | Tunnel     | Stadtpark, Stadtgrenze   |  | |                             |                                                                                     | Buslinie 37 · Buslinie 112 · Buslinie 173 · Buslinie 174 | Flexzone | 14.500                  |                                                                                                   | Hornschuchpromenade | Jakobinenstraße         |
| Kaulbachplatz (KA)            | U3       | 10. Dez. 2011 | Tunnel     | Gärten hinter der Veste  |  | |                             |                                                                                     | | Flexzone | 7.500                   |                                                                                                   | Bayerisches Landesamt für Steuern | Kaulbachplatz           |
| Kleinreuth bei Schweinau (KR) | U3       | 2027          | Tunnel     | Kleinreuth bei Schweinau |  | |                             |                                                                                     | |          |                         | im Bau                                                                                            | |                         |
| Klinikum (KF)                 | U1       | 4. Dez. 2004  | Tunnel     | Schwand                  |  | | S1                          |                                                                                     | Buslinie 125 · Buslinie 126 · Buslinie 171 · Buslinie 172 · Buslinie 175 | Flexzone | 11.800                  |                                                                                                   | Haltepunkt Fürth Klinikum, Klinikum Fürth | Klinikum                |
| Klinikum Nord (KN)            | U3       | 22. Mai 2017  | Tunnel     | St. Johannis             |  | |                             |                                                                                     | | Flexzone | 7.700                   | Bielingplatz (ursprünglich geplanter Name)                                                        | Klinikum Nord, Peter-Vischer-Schule | Klinikum Nord           |
| Langwasser Mitte (LM)         | U1       | 1. März 1972  | Tunnel     | Langwasser               |  | |                             |                                                                                     | Buslinie 50 · Buslinie 52 · Buslinie 55 · Buslinie 56 · Buslinie 57 · Buslinie 68 · Buslinie 92 · Buslinie 93 · Buslinie 98 · Buslinie 602 · Buslinie 603 · Buslinie 610                     | Flexzone | 18.500                  | Breslauer Straße (ursprünglich geplanter Name)                                                    | Franken-Center | Langwasser Mitte        |
| Langwasser Nord (LN)          | U1       | 1. März 1972  | Plan       | Langwasser               |  | |                             |                                                                                     | | Flexzone | 9.600                   |                                                                                                   | Bertolt-Brecht-Schule | Langwasser Nord         |
| Langwasser Süd (LS)           | U1       | 1. März 1972  | Tunnel     | Langwasser               |  | |                             |                                                                                     | Buslinie 54 · Buslinie 59 | Flexzone | 8.600                   | Julius-Leber-Straße (ursprünglich geplanter Name) Wendeanlage, Endbahnhof                         | | Langwasser Süd          |
| Lorenzkirche (LO)             | U1       | 28. Jan. 1978 | Tunnel     | Lorenz                   |  | |                             |                                                                                     | Buslinie 37 · Buslinie 46 · Buslinie 47 | Flexzone | 49.500                  |                                                                                                   | Fleischbrücke, Heilig-Geist-Spital, Lorenzkirche, Mauthalle, Museumsbrücke, Nassauer Haus, Tugendbrunnen                                                                    | Lorenzkirche            |
| Maffeiplatz (MP)              | U1       | 23. Sep. 1975 | Tunnel     | Lichtenhof               |  | |                             |                                                                                     | | Flexzone | 13.900                  |                                                                                                   | | Maffeiplatz             |
| Maxfeld (MF)                  | U3       | 14. Juni 2008 | Tunnel     | Gärten hinter der Veste  |  | |                             |                                                                                     | Buslinie 37 · Buslinie 46 · Buslinie 47 | Flexzone | 14.500                  |                                                                                                   | Hans-Sachs-Gymnasium, Neptunbrunnen, Stadtpark Nürnberg | Maxfeld                 |
| Maximilianstraße (MA)         | U1       | 20. Juni 1981 | Tunnel     | Gostenhof                |  | |                             |                                                                                     | Buslinie 35 · Buslinie 38 · Buslinie 39 | Flexzone | 18.300                  | Maximilianstraße/Nordwestring (ursprünglich geplanter Name)                                       | Bw Nürnberg West | Maximilianstraße        |
| Messe (ME)                    | U1       | 1. März 1972  | Plan       | Neuselsbrunn             |  | |                             |                                                                                     | | Flexzone | 13.400                  | Neuselsbrunn (1972–1974) Messezentrum (1974–1999) Wendeanlage, Endbahnhof                         | Messezentrum | Messe                   |
| Muggenhof (MU)                | U1       | 20. März 1982 | Viadukt    | Muggenhof                |  | |                             |                                                                                     | | VAG_Rad  | 7.500                   | Sigmundstraße (ursprünglich geplanter Name) (Sanierung von 2021 bis 2023 mit teilweiser Sperrung) | | Muggenhof               |
| Nordostbahnhof (NO)           | U2       | 27. Jan. 1996 | Tunnel     | Schoppershof             |  | RB21 |                             |                                                                                     | Buslinie 30 · Buslinie 35 · Buslinie 45 · Buslinie 46 · Buslinie 49 · Buslinie 65 · Buslinie 95                                                                                              | VAG_Rad  | 19.100                  | Leipziger Platz (ursprünglich geplanter Name) Wendeanlage                                         | Nürnberg Nordostbahnhof, Mercado, Nordostbad, Siedlung Nordostbahnhof | Nordostbahnhof          |
| Nordwestring (NW)             | U3       | 22. Mai 2017  | Tunnel     | St. Johannis             |  | |                             |                                                                                     | Buslinie 35 · Buslinie 39 | Flexzone | 5.200                   | Wendeanlage, Endbahnhof                                                                           | GfK Aktiengesellschaft, Mittelfränkisches Blindenheim | Nordwestring            |
| Opernhaus (OP)                | U2 U3    | 24. Sep. 1988 | Tunnel     | Tafelhof                 |  | |                             |                                                                                     | | Flexzone | 14.900                  |                                                                                                   | Arbeitsagentur Nürnberg, Germanisches Nationalmuseum, Opernhaus, Stadtbefestigung, Straße der Menschenrechte, Verkehrsmuseum                                                | Opernhaus               |
| Plärrer (PL)                  | U1 U2 U3 | 20. Sep. 1980 | Tunnel     | Gostenhof                |  | |                             | Straßenbahnlinie 4 · Straßenbahnlinie 6 · Straßenbahnlinie 10                       | Buslinie 34 · Buslinie 36 · Buslinie 84 | Flexzone | 55.900                  | Kreuzungsbahnhof                                                                                  | Planetarium, Plärrerhochhaus, Rochusfriedhof, Rosenaupark, Stadtbefestigung, Volksbad                                                                                       | Plärrer                 |
| Rathaus (RF)                  | U1       | 5. Dez. 1998  | Tunnel     | Altstadt                 |  | |                             |                                                                                     | Buslinie 33 · Buslinie 39 · Buslinie 125 · Buslinie 126 · Buslinie 173 · Buslinie 174 · Buslinie 175 · Buslinie 177 · Buslinie 178 · Buslinie 179                                            | Flexzone | 18.300                  |                                                                                                   | Gustavstraße, Heinrich-Schliemann-Gymnasium, Jüdisches Museum Franken, Kunst Galerie Fürth, Rathaus, Stadttheater                                                           | Rathaus                 |
| Rathenauplatz (RA)            | U2 U3    | 29. Sep. 1990 | Tunnel     | Gärten bei Wöhrd         |  | |                             | Straßenbahnlinie 8                                                                  | Buslinie 36 · Buslinie 94 · Buslinie 340 | Flexzone | 31.000                  | Trennungsbahnhof                                                                                  | Ämter der Stadt Nürnberg, Cramer-Klett-Park, Universität Erlangen-Nürnberg, Melanchthon-Gymnasium, Willstätter-Gymnasium                                                    | Rathenauplatz           |
| Rennweg (RE)                  | U2       | 22. Mai 1993  | Tunnel     | Rennweg                  |  | |                             |                                                                                     | | Flexzone | 7.800                   | Maxfeld (ursprünglich geplanter Name)                                                             | Stadtpark, Neptunbrunnen, Halle am Berliner Platz | Rennweg                 |
| Röthenbach (RB)               | U2       | 27. Sep. 1986 | Tunnel     | Röthenbach               |  | |                             |                                                                                     | Buslinie 35 · Buslinie 60 · Buslinie 61 · Buslinie 62 · Buslinie 63 · Buslinie 64 · Buslinie 65 · Buslinie 66 · Buslinie 67 · Buslinie 69 · Buslinie 91 · Buslinie 98 · Buslinie 713         | VAG_Rad  | 26.400                  | Wendeanlage, Endbahnhof                                                                           | | Röthenbach              |
| Rothenburger Straße (RO)      | U2 U3    | 28. Jan. 1984 | Tunnel     | Gostenhof                |  | | S1                          |                                                                                     | Buslinie 90 · Buslinie 113 | Flexzone | 13.400                  | Trennungsbahnhof                                                                                  | Haltepunkt Rothenburger Straße, Villa Leon | Rothenburger Straße     |
| Scharfreiterring (SR)         | U1       | 1. März 1972  | Plan       | Langwasser               |  | |                             |                                                                                     | Buslinie 55 · Buslinie 92 · Buslinie 93 | Flexzone | 4.500                   | Kreuzburger Straße (ursprünglich geplanter Name) Betriebshofzufahrt, Wendeanlage                  | Umweltrathaus | Scharfreiterring        |
| Schoppershof (SH)             | U2       | 22. Mai 1993  | Tunnel     | Schoppershof             |  | |                             |                                                                                     | Buslinie 65 · Buslinie 95 | Flexzone | 16.900                  | Welser Straße (ursprünglich geplanter Name)                                                       | Reformations-Gedächtnis-Kirche | Schoppershof            |
| Schweinau (SC)                | U2       | 28. Jan. 1984 | Tunnel     | Schweinau                |  | | S4                          |                                                                                     | Buslinie 68 | Flexzone | 8.400                   |                                                                                                   | Bahnhof Schweinau | Schweinau               |
| Stadthalle (SF)               | U1       | 5. Dez. 1998  | Tunnel     | Altstadt                 |  | |                             |                                                                                     | Buslinie 125 · Buslinie 126 · Buslinie 172 · Buslinie 175 · Buslinie 189 | Flexzone | 5.200                   | Wendeanlage                                                                                       | Kulturforum Fürth, Stadthalle Fürth | Stadthalle              |
| St. Leonhard (SL)             | U2       | 28. Jan. 1984 | Tunnel     | St. Leonhard             |  | |                             |                                                                                     | | Flexzone | 12.200                  | Schlachthof (ursprünglich geplanter Name)                                                         | | St. Leonhard            |
| Stadtgrenze (SG)              | U1       | 20. März 1982 | Damm       | Stadtpark, Stadtgrenze   |  | |                             |                                                                                     | Buslinie 37 · Buslinie 38 · Buslinie 73 · Buslinie 175 | Flexzone | 11.200                  |                                                                                                   | | Stadtgrenze             |
| Sündersbühl (SB)              | U3       | 14. Juni 2008 | Tunnel     | Sündersbühl              |  | |                             |                                                                                     | | Flexzone | 7.800                   | Bertha-Von-Suttner-Straße (ursprünglich geplanter Name)                                           | | Sündersbühl             |
| Weißer Turm (WT)              | U1       | 28. Jan. 1978 | Tunnel     | Lorenz                   |  | |                             |                                                                                     | | Flexzone | 20.100                  |                                                                                                   | Altstadt, Ehekarussell, Elisabethkirche, Jakobskirche, Polizeipräsidium Mittelfranken, Weißer Turm                                                                          | Weißer Turm             |
| Wöhrder Wiese (WW)            | U2 U3    | 29. Sep. 1990 | Tunnel     | Gleißbühl                |  | |                             | Straßenbahnlinie 8                                                                  | | Flexzone | 17.200                  | Prinzregentenufer (ursprünglich geplanter Name)                                                   | Bildungszentrum, Cinecittà, Naturhistorisches Museum, Georg-Simon-Ohm-Hochschule, Insel Schütt, Pegnitz, Wöhrder Wiese                                                      | Wöhrder Wiese           |
| Ziegelstein (ZI)              | U2       | 27. Nov. 1999 | Tunnel     | Ziegelstein              |  | |                             |                                                                                     | Buslinie 21 · Buslinie 30 · Buslinie 31 · Buslinie 45 | VAG_Rad  | 9.800                   | Wendeanlage, Endbahnhof                                                                           | | Ziegelstein             |